# بينا
القُماش الأناناسيّ هو ألياف تصنع من أوراق الأناناس وتستخدم عموما في الفلبين. وأحيانا تغزل مع الحرير أو البوليستر لتصنيع النسيج. يكون النسيج النهائي خفيف الوزن، وسهل العناية وذو مظهر أنيق شبيه بالكتان. وتعقد كل مجموعة من الألياف مع بعضها لتشكل شعيرات طويلة ثم تنسج يدويا لتصنيع الألبسة.

## أبرز خصائص ألياف بينا
هذه الألياف ناعمة وطرية وعالية اللمعان، وتكون بيضاء أو عاجية اللون.

## طريقة التصنيع

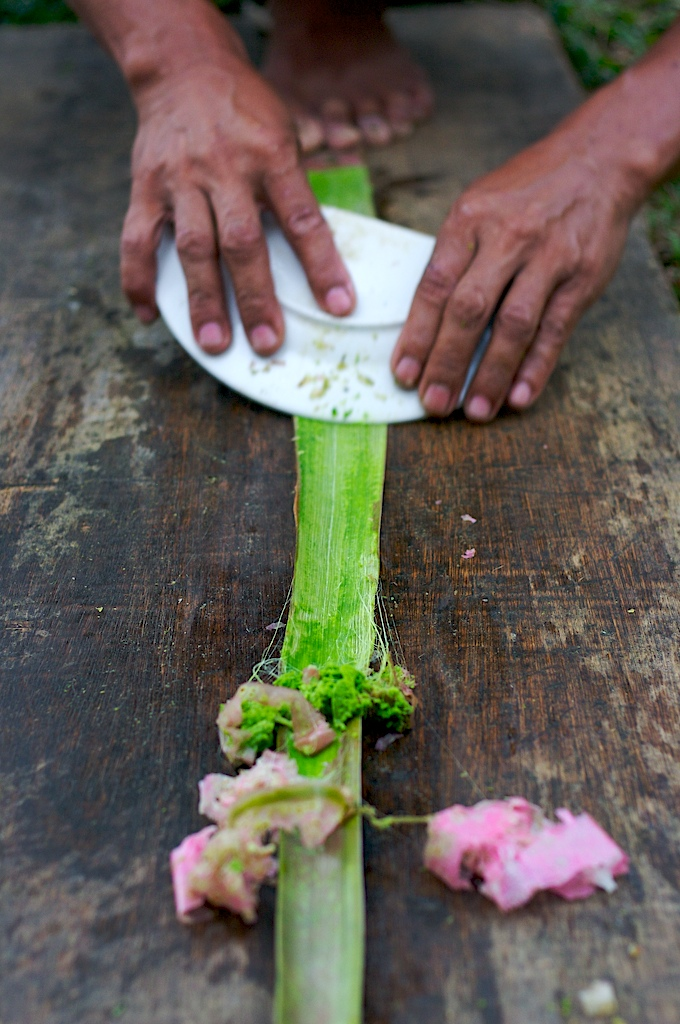
تقشط أوراق الأناناس للحصول على الألياف

تقطع الأوراق من نبات الأناناس ثم تسحب الألياف أو تفصل أو تقشط من الأوراق. ومظم الألياف تكون طويلة وقصفة.

## الاستخدامات

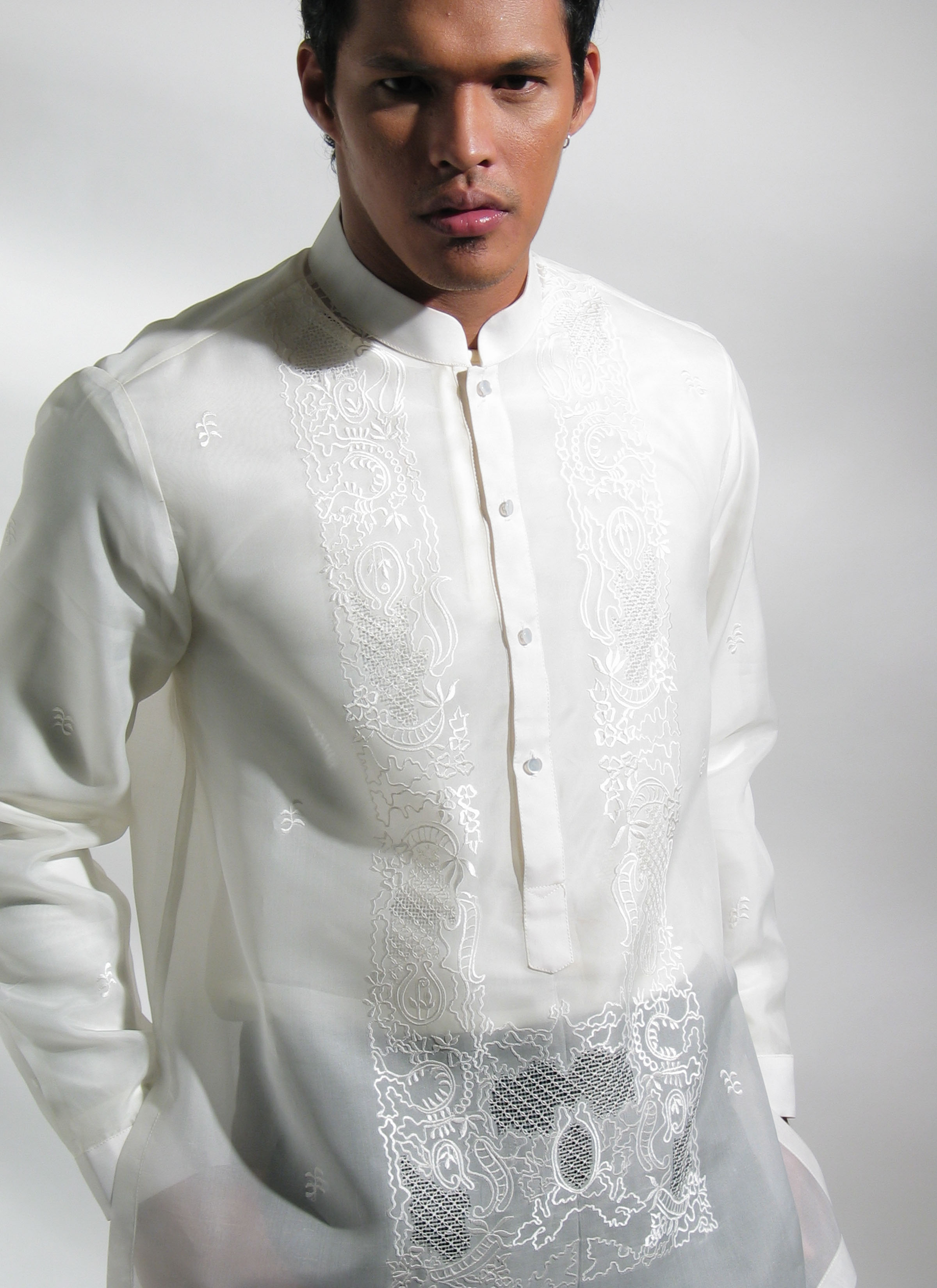
زي بارونغ تغالوغ من أجل الزفاف

أهم استخدام لنسيج البينا هو صناعة زي بارونغ تاغالوغ والأزياء الرسمية الأخرى الشائعة في الفلبين. ويستخدم أيضا في بياضات الطاولة، والحقائب، والحصر وأشياء أخرى. وهي تستسخدم عندما نكون بحاجة إلى خفة الوزن مع الحاجة إلى إمكانية تمزيق القماش.